# 张晓楠 (现代五项运动员)
张晓楠（1992年7月21日—），辽宁营口人，女子现代五项运动员，效力于中国国家现代五项队。

## 生平
1992年7月21日，张晓楠出生于中国东北辽宁省营口市。
2013年12月25日，张晓楠被国家体育总局授予国际级运动健将称号。2014年，张晓楠凭借“国际健将”申报免试进入北京体育大学竞技体育学院运动训练专业学习，同年入学。